# Triticum turgidum durum
Il grano duro (Triticum turgidum subsp. durum (Desf.) Husn., 1899) è una pianta erbacea della famiglia delle Poacee.
È un frumento tetraploide, largamente coltivato per la trasformazione in semola. Tetraploide indica il fatto che esso origina da un'ibridazione interspecifica tra due specie selvatiche diffuse nella Mezzaluna Fertile (cioè nell'odierno Iraq): Triticum urartu (numero cromosomico: 2n=14, genomi AA) ed una specie ancora non accertata del genere Aegilops sezione Sytopsis (probabilmente Aegilops speltoides) con corredo cromosomico 2n=14, genomi BB. È la seconda specie di grano più coltivata dopo il grano tenero, sebbene rappresenti solo il 5-8% della produzione mondiale di grano. È stato sviluppato attraverso la selezione artificiale di ceppi di grano farro domestico, anticamente coltivati nell'Europa centrale e nel Vicino Oriente intorno al 7000 a.C.

## Descrizione

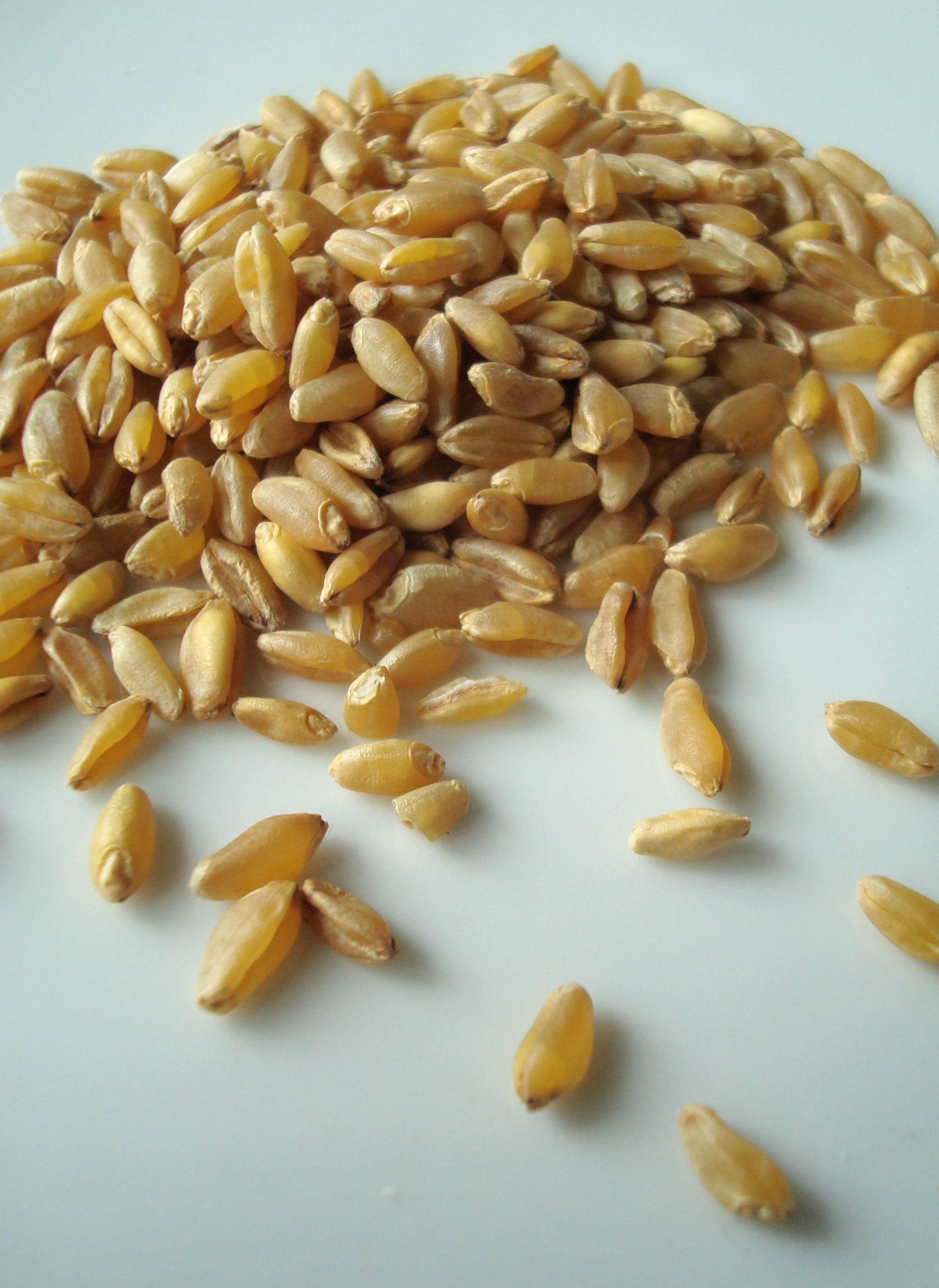
Cariossidi di grano duro

Il grano duro è una pianta erbacea che raggiunge un'altezza da 80 a 150 cm. Il gambo ha pareti spesse e pieno di midollo nella parte superiore. Gli internodi sono talvolta pieni. Le lame delle foglie sono larghe da 8 a 16 mm e glabre oppure con peli molto corti.
L'infiorescenza è una spiga che misura da 4 a 6 cm ed è larga da 12 a 18 mm. È compressa lateralmente e ha una sezione trasversale approssimativamente quadrata, cono ciuffi di peli alla base delle spighette. Le spighette contengono da quattro a sette fiori, di cui due o quattro fertili. La spighetta è lunga da 10 a 15 mm, più lunga che larga. Le glume sono lunghe da 9 a 12 mm, sono membranose e hanno una forma appuntita o alata.
La cariosside è allungata e appuntita e cade dalla spiga quando è maturo. L'endosperma è vetroso.
Il grano duro si caratterizza per l'alto contenuto di glutine, il colore giallo e l'elevata resistenza alla cottura. Ha un contenuto proteico più elevato e allo stesso tempo un contenuto di amido inferiore rispetto al grano tenero.
I caratteri che maggiormente distinguono il coltivato dal selvatico sono il rachide rigido che non disarticola a maturazione e i semi che sono liberi dalle glume, ovvero dagli involucri fiorali che li avvolgono. Il risultato è che il grano duro, per mezzo della trebbiatura, rilascia seme libero da paglie.
Altra caratteristica che distingue il grano duro dal grano tenero (Triticum aestivum, esaploide, 2n=42, genomi AABBDD) è che a maturazione le cariossidi si presentano vetrose e non farinose. Questo è dovuto alla particolare composizione proteica del grano duro, che quindi dà prevalentemente semola e non farina.
È una varietà diffusa dal Mediterraneo e dall'Asia centrale.

## Tassonomia
Le cultivar di grano duro sono molto numerose: il catalogo comune dell'Unione europea riconosce oltre 500 varietà registrate di Triticum durum.

## Usi
Le proprietà delle proteine del grano duro fanno sì che le masse che si ottengono impastando le semole con acqua sono particolarmente indicate per la produzione di pasta. Decorticato ma non macinato, oppure macinato grossolanamente, viene utilizzato per produrre il cuscus nel Nord Africa e nel Levante. Viene utilizzato anche per piatti levantini come il tabbouleh, il kishk, il qubbah, il bitfun e il bulgur per i pilaf. Nella cucina nordafricana e in quella levantina, costituisce la base di molte zuppe, pappe, ripieni, budini e pasticcini. Se macinato finemente come la farina, viene utilizzato per fare il pane. In Medio Oriente, viene utilizzato per il pane basso, mentre in Europa e altrove, può essere utilizzato per pizze o torte.
Anche nel Mezzogiorno d'Italia da secoli le semole di grano duro, rimacinate per ridurne la granulazione, sono utilizzate per la produzione di pani tipici, tra i quali il pane di Altamura, il pane di Matera, ed il pane di Laterza.